# Maybach SW
La Maybach SW era un'autovettura di lusso prodotta dal 1935 al 1941 dalla casa automobilistica tedesca Maybach-Motorenbau.

## Storia e profilo
La SW è stata l'ultima Maybach classica ad essere stata prodotta (le successive sarebbero state le 57 e 62 di oltre 65 anni dopo), ma anche la più evoluta dal punto di vista tecnologico. Durante gli anni trenta andò via via sviluppandosi quella crescente esigenza di vetture prestanti ma dalle cilindrate più ridotte. L'epoca dei motori smisurati ed eccessivamente voraci stava quindi volgendo al termine, nonostante ancora qualche presenza significativa nei listini dei mercati più rappresentativi (Germania e Francia su tutti).

Per questo, nel 1935, la Maybach introdusse la SW35, prima rappresentante di quella serie di veicoli nota appunto come SW, la cui sigla stava per Schwingachswagen, ossia vettura ad asse oscillante, che poi era il tipo di sospensione utilizzato per il retrotreno, mentre l'avantreno era a bracci trasversali.

Oltre al nuovo retrotreno, già di per sé una novità per la Casa tedesca, la SW35 era caratterizzata da un nuovo telaio ribassato che ne riduceva l'altezza da terra, conferendo alla vettura un aspetto più filante. Infine, il motore, il primo della cosiddetta Serie HL (Hoch Leistung = Alte prestazioni in tedesco), un 6 cilindri in linea da 3435 cm³. Tale motore, pur disponendo di una cilindrata sensibilmente inferiore rispetto alle precedenti Maybach con motori da 5.2 litri in su, era in grado di raggiungere una potenza massima di 140 CV a 4500 giri/min: si trattava di 10 CV in più rispetto a modelli come la DSH. Tale livello di prestazioni fu ottenuto non soltanto mediante puro e semplice innalzamento del regime di rotazione, ma anche mediante aumento del rapporto di compressione.

Anche le prestazioni ne beneficiarono sensibilmente: la velocità massima era di 140 km/h contro i 135 km/h delle DSH e W6 più prestanti, a fronte di un consumo assai ridotto se confrontato con la media dell'epoca. Una SW35 riusciva a percorrere 100 km consumando 17-18 litri di benzina, mentre le precedenti Maybach ne richiedevano 25 o 30.

La SW35 nacque in un periodo estremamente difficile per la Germania, a causa dei folli programmi del regime nazista che stava procedendo tra l'altro ad una massiccio approvvigionamento delle riserve nazionali di carburante, lasciando a disposizione del pubblico solo quello di qualità peggiore. Per questo motivo, dopo un solo anno di commercializzazione, la SW35 lasciò il posto alla SW38, presentata al Salone di Ginevra, la cui sigla, come anche per la SW35 tradiva la presenza del nuovo motore da 3.8 litri. Tale motore, siglato HL38, era caratterizzato da una cilindrata di 3790 cm³, ottenuta allungando la corsa dei cilindri da 90 a 100 mm. La potenza rimase però invariata a 140 CV, e così anche le prestazioni. Grazie a questo nuovo motore, la SW38 riuscì a funzionare meglio anche in presenza di benzine di qualità scadente. 

Un'ulteriore evoluzione da questo punto di vista si ebbe nel 1939 con l'arrivo della SW42, che sostituì la SW38 e che montava il nuovo motore HL42 da 4197 cm³, sempre con potenza di 140 CV. 

Poi vi fu lo scoppio della seconda guerra mondiale: la SW42 venne prodotta ancora per due anni, fino al 1941, dopodiché la Casa tedesca cessò la produzione automobilistica per dedicarsi, al termine del conflitto, alla costruzione di motori diesel per uso ferroviario.

Dopo la guerra, alcuni esemplari vennero ricarrozzati da Spohn (il carrozziere maggiormente legato alla Maybach per la vestizione delle sue vetture) con un corpo vettura molto più moderno e distaccato dai canoni stilistici degli anni '30.

## Galleria d'immagini
|                   |                    |                    |                                             |
| Una SW38 Roadster | Una SW38 Limousine | Una SW42 Cabriolet | Una SW42 ricarrozzata in stile post-bellico |